# Paranthura plumosa
Paranthura plumosa är en kräftdjursart som beskrevs av Pillai 1966. Paranthura plumosa ingår i släktet Paranthura och familjen Paranthuridae. Inga underarter finns listade i Catalogue of Life.